# ئی‌ام‌دی جی‌پی۱۵ای‌سی
ئی‌ام‌دی جی‌پی۱۵ای‌سی (انگلیسی: EMD GP15AC) یک لوکوموتیو دیزلی ساخت شرکت جنرال موتورز الکترو-موتیو دیویژن است.
این لوکوموتیو که در سال ۱۹۸۲ تولید می‌شده براساس ریل استاندارد تولید میشده است.